# Frierson
Frierson est une census-designated place de la paroisse de De Soto, en Louisiane, aux États-Unis. 